# Sagarras Bajas
Sagarras Bajas (en catalán, Segarres Baixes) es una localidad del municipio español de Tolva, en la provincia de Huesca, Aragón.

## Fiestas
- 25 de julio, en honor a Santa María Magdalena.

## Monumentos
- Parroquia de Santa María Magdalena, finales del siglo xviii.[4][5]